# Flow My Tears
Flow My Tears war ursprünglich ein Lautenlied, das vom elisabethanischen Komponisten John Dowland verfasst wurde und auch als Gedicht Eingang in den englischen Sprachschatz fand.
Bevor es das berühmteste von Dowlands Werken werden sollte, wurde dieses Lautenlied 1596 ursprünglich als Instrumentalwerk unter dem Titel Lachrimae Pavane veröffentlicht.
Es wird vermutet, dass Dowland selbst den Text verfasste. Die Melancholie, die den Text trägt, war in der elisabethanischen Zeit in Mode, und so wurde das Stück eines der bekanntesten Werke der englischen Sprache.

## Über das Lied
Das Lied besteht aus drei kurzen musikalischen Abschnitten (A, B, C), die jeweils sofort wiederholt werden:
AA (Strophen 1 und 2), BB (Strophen 3 und 4), CC (Strophe 5 wird auf die gleiche Melodie wiederholt). Die von Dowland komponierte Musik steigert die Stimmung der Trauer durch ihr langsames Tempo, die Verwendung der Molltonart und ihr absteigendes vier Noten Melodiemuster, welches fallende Tränen darstellen soll. Dieses absteigende Muster prägt das gesamte Lied auch durch Veränderungen der Tonhöhe und des Rhythmus.
Der Text bringt  die intensive Melancholie einer Person zum Ausdruck, deren Glück abrupt zerstört wurde und die nunmehr nicht mehr vor dieser dunklen Verzweiflung gerettet werden will, was Vorstellungen von Finsternis und Vernachlässigung beschwört.
Der Liedtext beginnt mit einem Aufruf zu trauern und zu weinen, einer vom höfischen Publikum sehr geschätzten Bildsprache. Es war jedoch kein Lied, das sich an wirklich trauernde Menschen richtete, sondern eher ein modisches Accessoire, was jedoch seine einfache und kraftvolle Bildsprache nicht abschwächt.

## Das Gedicht
| Text | Übersetzung |
| --- | --- |
| Flow, my tears, fall from your springs! Exiled for ever, let me mourn; Where night's black bird her sad infamy sings, There let me live forlorn.         | Fließt, meine Tränen, strömt aus euren Quellen, Für immer verbannt: lasst mich trauern. Wo der schwarze Vogel der Nacht sein düsteres Lied singt, dort lasst mich einsam sein.  |
| | |
| Down vain lights, shine you no more! No nights are dark enough for those That in despair their last fortunes deplore. Light doth but shame disclose.     | Verlöscht, ihr eitlen Lichter, scheint nicht mehr! Keine Nacht ist dunkel genug für jene, Die verzweifelt ihr verlorenes Glück betrauern, Das Licht enthüllt nur ihre Schmach.  |
| | |
| Never may my woes be relieved, Since pity is fled; And tears and sighs and groans my weary days, my weary days Of all joys have deprived.                | Niemals kann mein Leid gemildert werden Seit jedes Mitleid verschwunden ist, Und Tränen und Seufzen und Klagen haben meine schweren Tage Aller Freude beraubt.                  |
| | |
| From the highest spire of contentment My fortune is thrown; And fear and grief and pain for my deserts, for my deserts Are my hopes, since hope is gone. | Vom höchsten Gipfel der Zufriedenheit Wurde mein Glück hinabgestürzt Und Angst und Gram und Schmerz in dieser Einsamkeit sind meine Hoffnungen, weil die Hoffnung vergangen ist |
| | |
| Hark! you shadows that in darkness dwell, Learn to contemn light Happy, happy they that in hell Feel not the world's despite.                            | Horcht, ihr Schatten, die im Dunkeln wohnen, Lernt das Licht verachten! Glücklich, glücklich sind jene, die in der Hölle Die Qualen dieser Welt nicht verspüren!                |

### Rezeption
Das Stück wurde begeistert aufgenommen und von Jan Pieterszoon Sweelinck, Melchior Schildt und William Randall adaptiert, sowie teilweise von der deutschen Band Subway to Sally in dem Lied Syrah mitverwendet. Die Band Qntal hat auf ihrem Album "Qntal IV – Ozymandias" eine Version von "Flow My Tears" veröffentlicht.